# Ingeberg
Ingeberg is een plaats in de Noorse gemeente Hamar, fylke Innlandet. Ingeberg telt 642 inwoners (2007) en heeft een oppervlakte van 0,44 km².